# Vilín (Chyšky)
Vilín je malá vesnice, část obce Chyšky v okrese Písek v Jihočeském kraji. Nachází se asi 1,5 kilometru severně od Chyšek. Vilín leží v katastrálním území Nosetín o výměře 3,73 km².

## Historie
První písemná zmínka o vesnici pochází z roku 1410. V 17. století patřila obec k nedalekému Nadějkovu. Roku 1930 zde bylo evidováno pět popisných čísel.

## Obyvatelstvo
| Rok            | 1869 | 1880 | 1890 | 1900 | 1910 | 1921 | 1930 | 1950 | 1961 | 1970 | 1980 | 1991 | 2001 | 2011 | 2021 |
| -------------- | ---- | ---- | ---- | ---- | ---- | ---- | ---- | ---- | ---- | ---- | ---- | ---- | ---- | ---- | ---- |
| Počet obyvatel | 32   | 29   | 31   | 27   | 29   | 27   | 29   | 19   | 20   | 15   | 17   | 16   | 21   | 20   | 13   |
| Počet domů     | 4    | 4    | 4    | 4    | 4    | 4    | 5    | 4    | 4    | 3    | 3    | 5    | 6    | 6    | 6    |

## Obecní správa
Při sčítání lidu v letech 1850–1975 Vilín byl osadou obce Nosetín, se kterým patřil nejprve do okresu Sedlčany, ale v roce 1950 v okrese Milevsko a od roku 1960 v okrese Písek. Od 1. ledna 1976 je částí obce Chyšky v okrese Písek.

## Pamětihodnosti
- Výklenková kaple zasvěcená Panně Marii z roku 1856 na okraji vesnice. Druhý název je Němečkova.[9]
- Návesní kaple je také zasvěcená Panně Marii. V štítu kaple je tento nápis: POCHVÁLEN BUĎ PÁN JEŽÍŠ KRISTUS SVATÁ PANNO [MARIA] ORODUJ ZA NÁS.[10]
- Kříž vedle návesní kaple.
- Kříž ve vesnici, nedaleko návesní kaple v terase.
- Kříž nedaleko od vesnice, ve směru na Branišov.

## Slavní rodáci
- Bohuslav Jarolímek (1900–1951), kněz a později opat kláštera na Strahově.[11]
- Antonín Jarolímek (* 21. 5. 1894), děkan v Bělčicích u Blatné.[5]

## Galerie

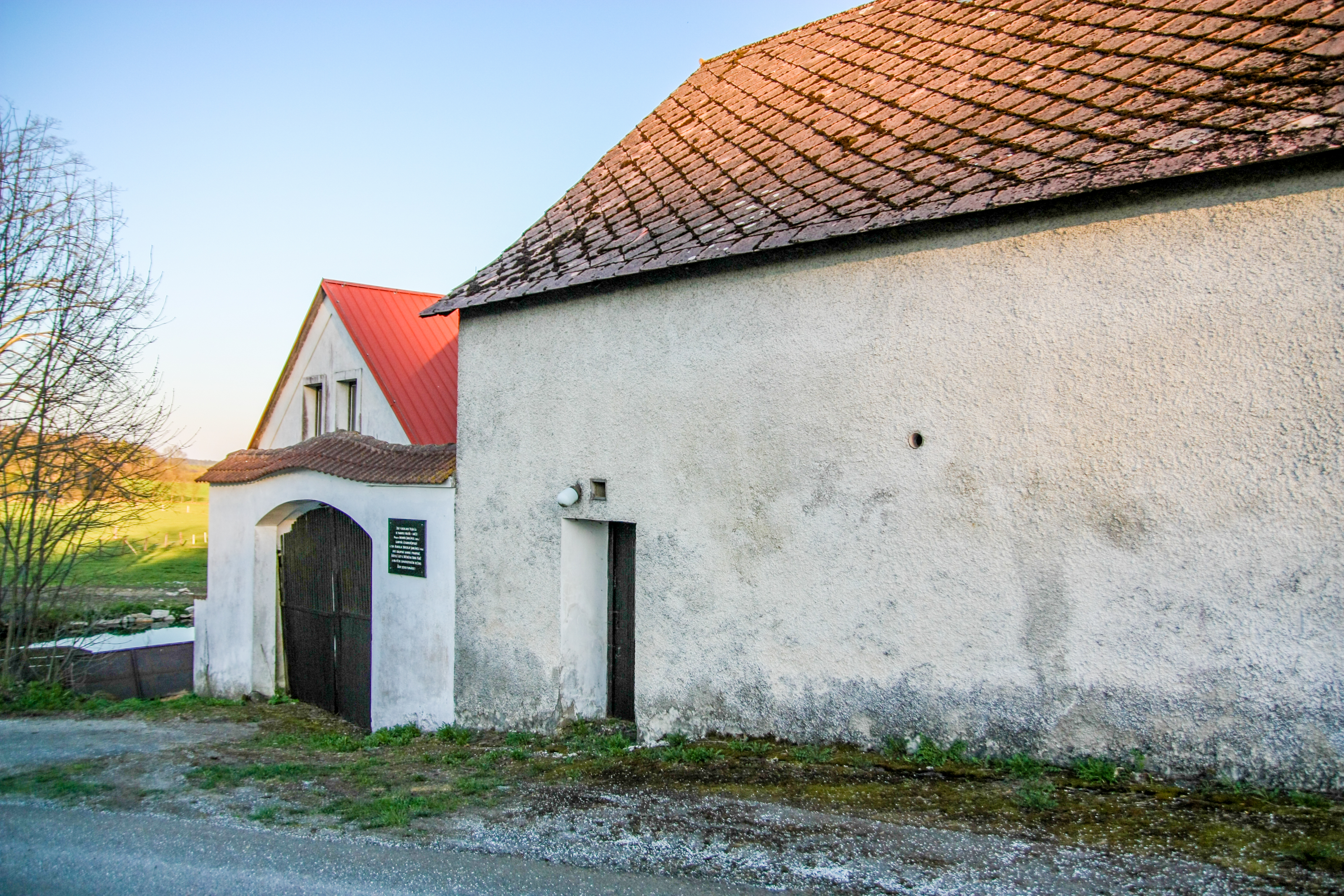
Rodná usedlost Stanislava Bohuslava Jarolímka (2019)
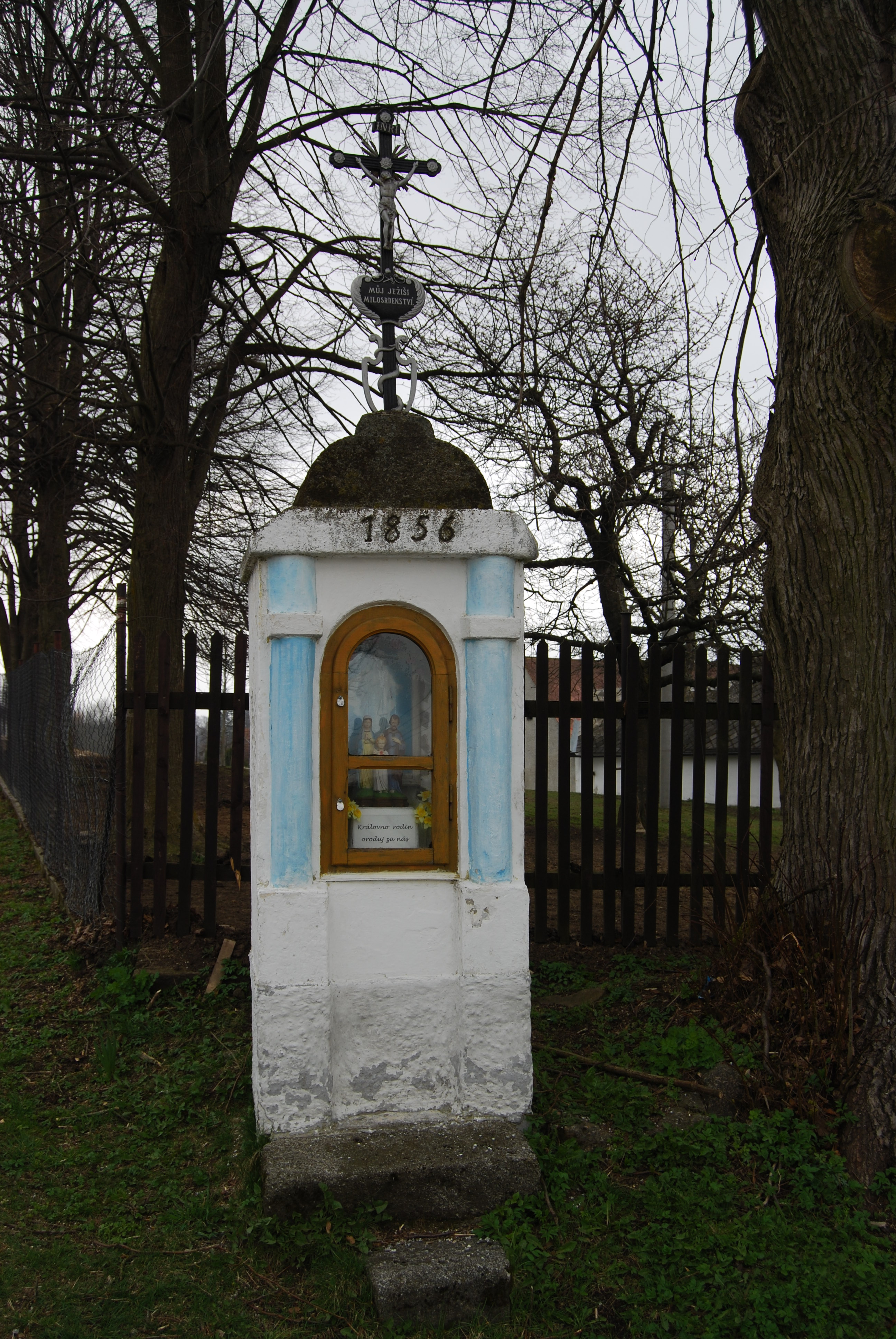
Výklenková kaple z roku 1856
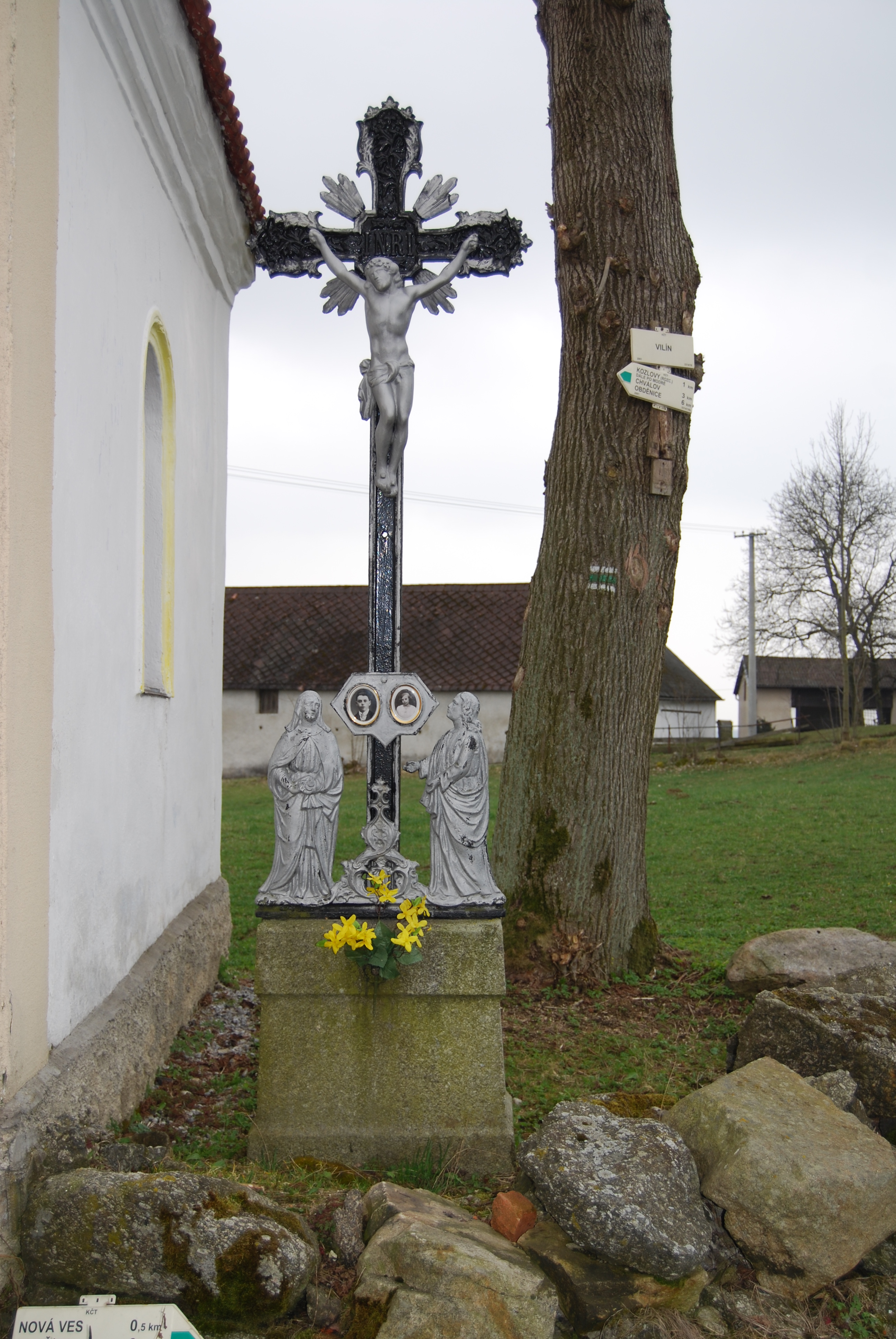
Kříž vedle návesní kaple
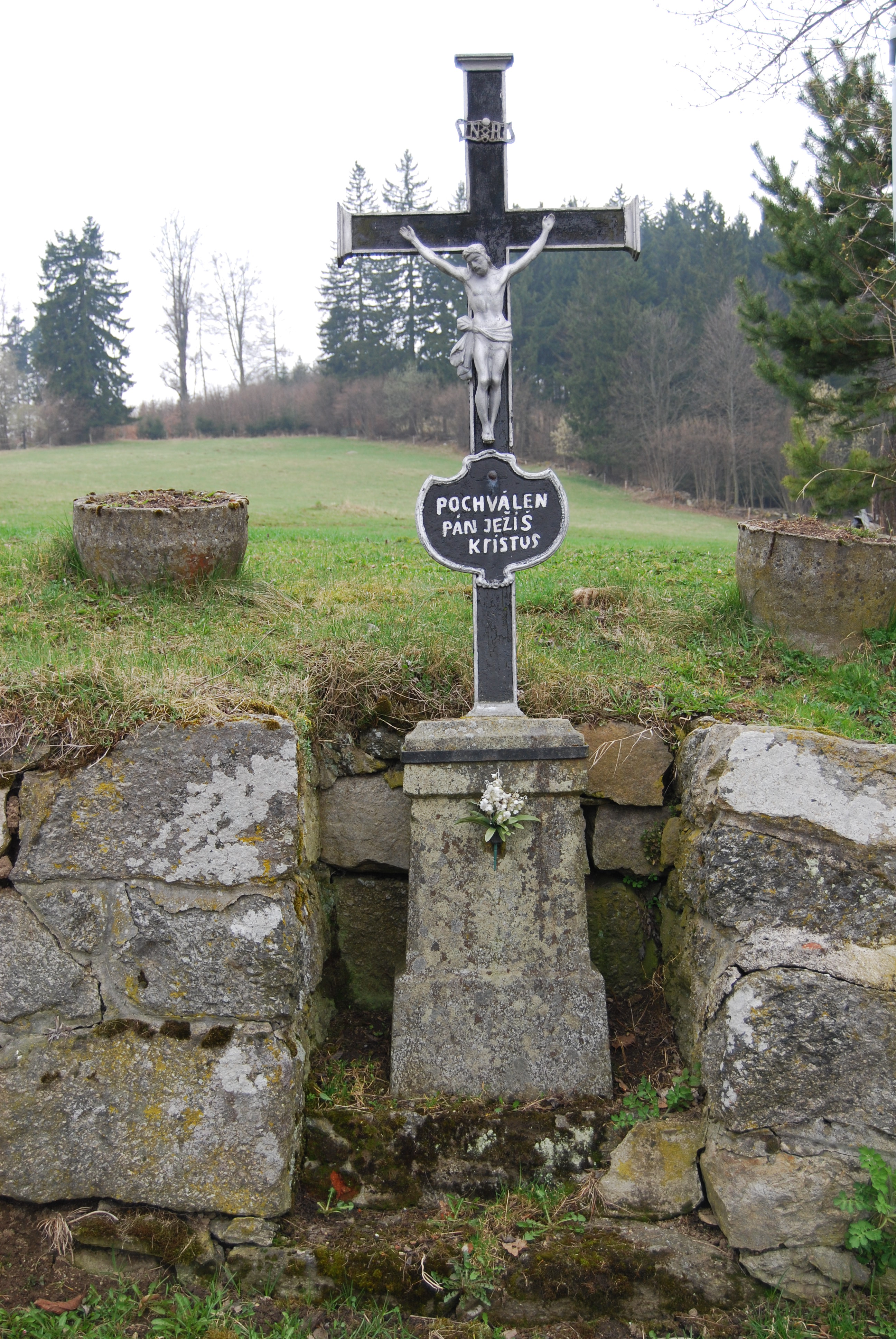
Kříž nedaleko návesní kaple v terase